# New Paltz (village, New York)
Ne doit pas être confondu avec New Paltz (ville, New York).
New Paltz est un village du comté d'Ulster, dans l'État de New York, aux États-Unis,. En 2020, il compte une population de 7 324 habitants.

## Démographie
Lors du recensement de 2010, le village comptait une population de 6 818 habitants, tandis qu'en 2020, elle s'élève à 7 324 habitants.